# Parapalaeosepsis compressa
Parapalaeosepsis compressa är en tvåvingeart som beskrevs av Zuska 1970. Parapalaeosepsis compressa ingår i släktet Parapalaeosepsis och familjen svängflugor. Inga underarter finns listade i Catalogue of Life.